# Caecilia dunni
Caecilia dunni Hershkovitz, 1938 è un anfibio della famiglia Caeciliidae.

## Distribuzione e habitat
La specie è endemica in Ecuador, dove occupa vari habitat umidi, tropicali o subtropicali.